# Eubacterium aggregans
Eubacterium aggregans es una especie de bacteria grampositiva, homoacetogénica, no formadora de esporas y anaerobia del género Eubacterium que se ha aislado de las aguas residuales de las almazaras en Túnez.